# Rathausball-Tänze
Rathausball-Tänze ist ein Walzer von Johann Strauss Sohn (op. 438). Das Werk wurde am 12. Februar 1890 im Neuen Rathaus in Wien erstmals aufgeführt.